# Lee Meriwether
Lee Ann Meriwether (Los Ángeles, 27 de mayo de 1935) es una actriz estadounidense de teatro, cine y televisión de la década de los 60. Es reconocida por ser miss América en 1955 y en el papel de Gatúbela en la película  Batman y por ser parte del elenco de la serie de culto El túnel del tiempo de la misma década.

## Biografía
Lee Meriwether nació en Los Ángeles. Su familia se trasladó a Phoenix, Arizona, y ella se interesó en la actuación cuando cursaba en la Washington High School, y más tarde se trasladó a San Francisco.
Antes de ingresar al mundo de la actuación, ganó varios concursos de belleza en Estados Unidos en forma sucesiva: Miss San Francisco, Miss California y Miss América.
Estudió actuación en el estudio de Lee Strasberg, estudiando paralelamente baile y practicando esgrima.
Fue seleccionada para actuar en el filme Batman en 1966, reemplazando a la actriz original Julie Newmar, quien actuó en el papel de Gatúbela en las dos primeras temporadas de la serie de televisión homónima de Batman.  Aunque solo actuó en dos episodios de la serie en 1967, este papel fue su salto a la fama.
Lee Meriwether es dueña de un rostro privilegiado y una de las sonrisas más bellas de la pantalla chica de los sesenta, lo que le abrió las puertas a oportunidades en la televisión.
Luego apareció en la serie El túnel del tiempo, en 1967, como la doctora Ann MacGregor.

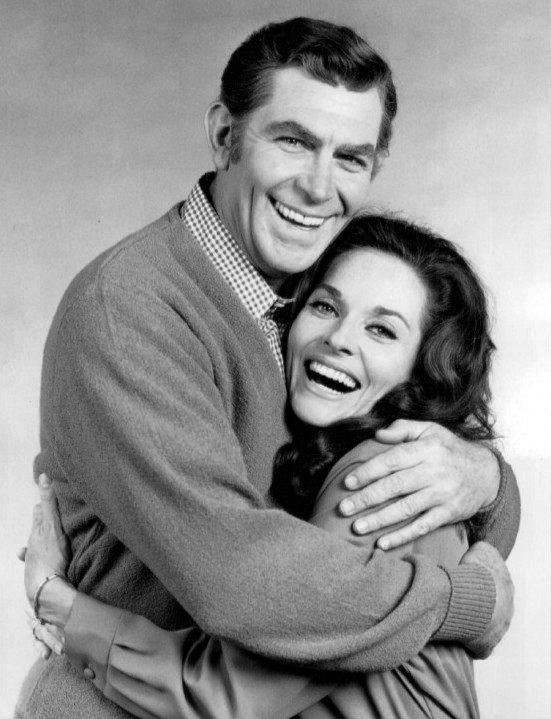
Andy Griffith y Lee Meriwether en 1971

Ha aparecido en la serie original de Misión imposible como la espía Tracy y también en la serie Star Trek (Viaje a las estrellas en Latinoamérica y La conquista del espacio en España). De 1973 a 1980, actuó en Barnaby Jones, personificando a la nuera Betty Jones del detective Barnaby, personificado por el actor Buddy Ebsen, siendo su secretaria. Ha sido artista invitada en la serie Melrose Place.
En 1990, realizó el papel de Lily en la telecomedia titulada The Munsters Today. Junto con los actores John Schuck, Jason Marsden, Howard Morton y Hilary Van Dyke, formó parte de la reedición de la vieja serie; pero esta vez situada en los años 90.

## Vida personal
En 1958, se casó con Frank Aletter, con quien tuvo dos hijos y del que se divorció en 1976. En 1986, contrajo nupcias con Marshall Borden, unión que mantiene hasta el presente.  
Entre sus grandes amistades, estuvieron Bill Bixby y Buddy Ebsen, con quien protagonizó Barnaby Jones durante ocho años.